# شهرک شهید رجایی (بندرعباس)
شهرک شهید رجایی، روستایی در دهستان گچین بخش مرکزی شهرستان بندرعباس در استان هرمزگان ایران است.

## جمعیت
بر پایه سرشماری عمومی نفوس و مسکن در سال ۱۳۹۵، جمعیت این روستا برابر با ۸۳۳ نفر (۲۲۶ خانوار) بوده است.